# Avantasia

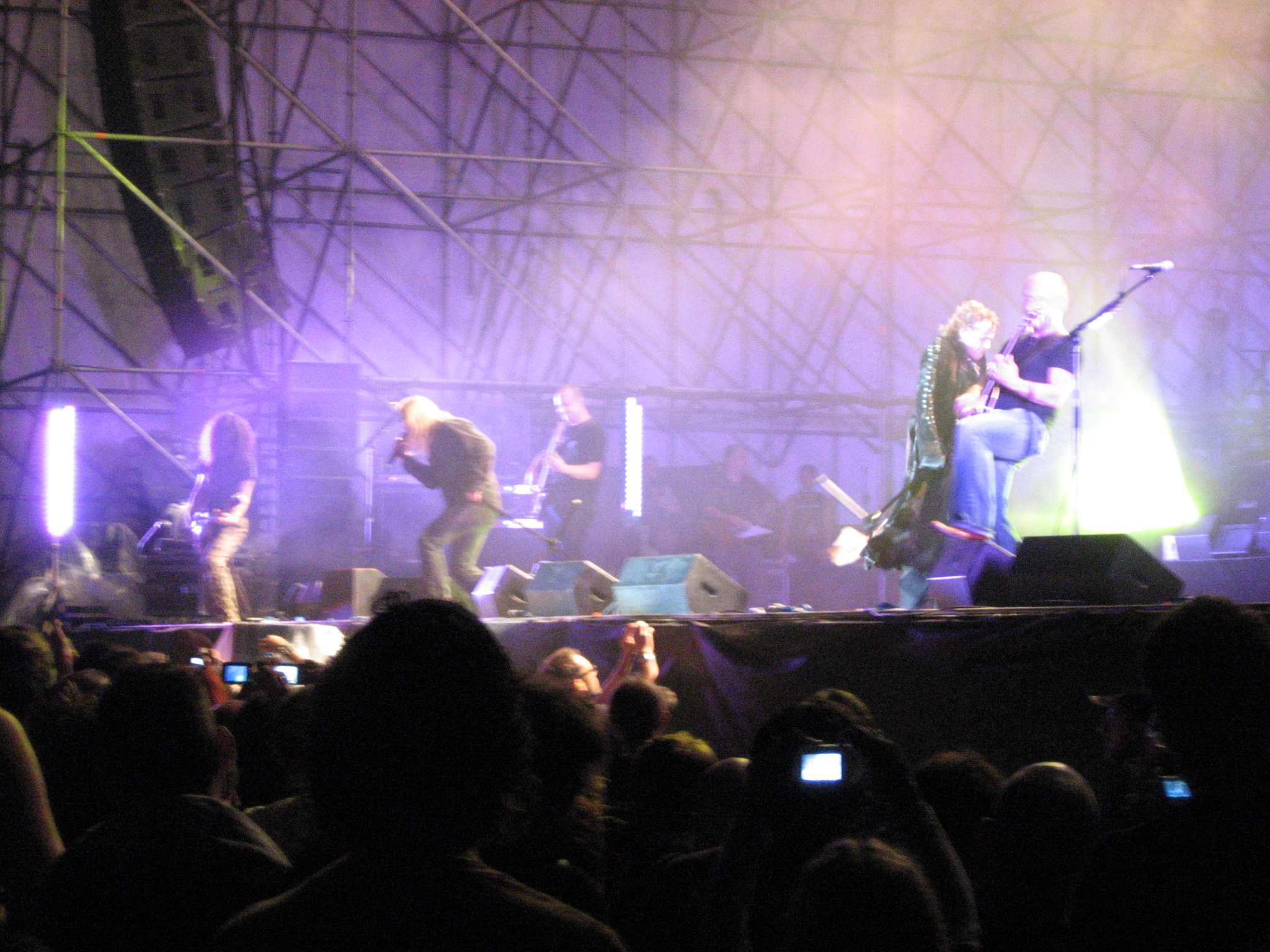
Avantasia - Rockin' field festival 2008 (Idroscalo, Milan)

Avantasia is een muziekproject van Tobias Sammet, de zanger van de Duitse powermetalband Edguy. Het is een power/symphonic metalopera, gecombineerd met popmuziek, over de fictieve wereld Avantasia. Aan het project werken een aantal  artiesten uit Duitsland en uit bekendere heavymetalbands uit Duitsland en allerlei landen mee.

## Artiesten
Instrumenten:
| naam             | instrument                     | metal opera pt 1 | metal opera pt 2 | scarecrow |
| ---------------- | ------------------------------ | ---------------- | ---------------- | --------- |
| Henjo Richter    | ritme, leadgitaar              | 1-13             | 1-10             |           |
| Markus Grosskopf | basgitaar                      | 1-13             | 1-10             |           |
| Alex Holzwarth   | drum                           | 1-13             | 1-10             |           |
| Frank Tischer    | piano                          | 11               | 1, 4, 7          |           |
| Norman Meiritz   | akoestische gitaar             | 6                | 10               |           |
| Tobias Sammet    | piano, keyboard, orchestrering | 1-13             | 1-10             |           |
| Tobias Sammet    | bas                            | -                | 10               | 1-11      |
| Jens Ludwig      | additionele leadgitaar         | 12, 13           | 5, 9             |           |
| Timo Tolkki      | leadgitaar                     | -                | 1, 10            |           |
| Eric Singer      | drum                           | -                | 10               | 1-11      |
| Sascha Paeth     | ritme, leadgitaar              | -                | -                | 1-11      |
| Alice Cooper     | zang                           | -                | -                | 7         |

Stemmen:
| naam                  | personage                           | metal opera pt 1    | metal opera pt 2 |
| --------------------- | ----------------------------------- | ------------------- | ---------------- |
| Tobias Sammet         | Gabriel Laymann                     | 2, 3, 5-7, 9, 11-13 | 1-10             |
| Ernie (Michael Kiske) | Lugaid Vandroiy                     | 2, 5, 6, 9, 13      | 1, 2             |
| Kai Hansen            | Regrin, de dwerg                    | 11, 12              | 1, 8             |
| David Defeis          | Jakob, de Dominicaanse monnik       | 3, 13               | 1, 5             |
| *André Matos          | Elderane, de elf                    | 11, 12, 13          | 1, 2, 8          |
| Oliver Hartmann       | Paus Clemens IIX                    | 7, 12, 13           | 1                |
| Sharon den Adel       | Anna Held                           | 6                   | 10               |
| Rob Rock              | bisschop Johann Adam von Bicken     | 7, 12               | 1, 6             |
| Ralf Zdiarstek        | baljuw Falk von Kronberg            | 4, 7                | 9                |
| Timo Tolkki           | stem van de Toren (the Tower)       | 13                  | 1                |
| Bob Catley            | Boom van Kennis (Tree of Knowledge) | -                   | 1, 3, 4          |

- *Zanger André Matos overleed op 8 juni 2019 op 47-jarige leeftijd.[1]

## Discografie
- 2000 - Avantasia (Single, AFM Records)
- 2001 - The Metal Opera (AFM Records)
- 2002 - The Metal Opera Pt. II (AFM Records)
- 2007 - Lost in Space part 1 & part 2
- 2008 - The Scarecrow (Nuclear Blast Records)
- 2010 - The Wicked Symphony (Nuclear Blast Records)
- 2010 - Angel Of Babylon (Nuclear Blast Records)
- 2013 - The Mystery of Time (Nuclear Blast Records)
- 2016 - Ghostlights (Nuclear Blast Records)
- 2019 - Moonglow (Nuclear Blast Records)[2]
- 2022 - A Paranormal Evening with the Moonflower Society (Nuclear Blast Records)

## Hitlijsten

### Albums
| Album met eventuele hitnotering(en) in de Nederlandse Album Top 100 | Datum van verschijnen | Datum van binnenkomst | Hoogste positie | Aantal weken | Opmerkingen    |
| ------------------------------------------------------------------- | --------------------- | --------------------- | --------------- | ------------ | -------------- |
| The Scarecrow                                                       | 2008                  | 02-02-2008            | 65              | 1            |                |
| The mystery of time                                                 | 2013                  | 06-04-2013            | 85              | 1            |                |
| Ghostlights                                                         | 2016                  | 06-02-2016            | 48              | 1            | Dutchcharts.nl |

| Album met hitnotering(en) in de Vlaamse Ultratop 200 albums | Datum van verschijnen | Datum van binnenkomst | Hoogste positie | Aantal weken | Opmerkingen |
| ----------------------------------------------------------- | --------------------- | --------------------- | --------------- | ------------ | ----------- |
| The mystery of time                                         | 2013                  | 06-04-2013            | 138             | 1            |             |
| Ghostlights                                                 | 2016                  | 06-02-2016            | 44              | 8            |             |

### Dvd's
| Dvd's met hitnoteringen in de Nederlandse Music Top 30    | Datum van verschijnen | Datum van binnenkomst | Hoogste positie | Aantal weken | Opmerkingen |
| --------------------------------------------------------- | --------------------- | --------------------- | --------------- | ------------ | ----------- |
| The flying opera - Around the world in twenty days - Live | 2011                  | 26-03-2011            | 30              | 1            |             |